# کازا ویسنس
کازا ویسنس (به کاتالان: Casa Vicens) خانه مسکونی در شهر بارسلون کاتالونیا است، این ساختمان توسط آنتونی گائودی طراحی و به سفارش مانوئل ویسنس کارخانه‌دار ساخته شده است و اولین کار مهم گائودی به حساب می‌آید و ساخت آن از ۱۸۸۳- تا ۱۸۸۹ به طول انجامید. کازا ویسنس در سال ۲۰۰۵ میلادی در فهرست میراث جهانی یونسکو قرار گرفت.